# Gualtieri
Gualtieri (Gualtēr in dialetto locale) è un comune italiano di 6 378 abitanti della provincia di Reggio Emilia in Emilia-Romagna, nella bassa reggiana.

## Geografia fisica

Gualtieri allagata dal Po nel 1951.

Posta a 25 km da Reggio Emilia (raggiungibile lungo la strada statale 63), a ridosso dell'argine del Po che segna il confine con la Lombardia, Gualtieri è una cittadina di origine medievale che ha subito più volte nei secoli la piaga delle alluvioni (l'ultima, catastrofica, nel 1951, dove l'acqua raggiunse le chiavi di volta delle arcate di Piazza Bentivoglio a metri 3,80 di altezza).
Il paese ha conservato il notevole spazio rinascimentale di Piazza Bentivoglio, quadrato perfetto di 100 metri di lato, con portico su tre lati. Nelle vicinanze del paese, vicino all'argine del Po, si trova una oasi naturalistica, l'Isola degli Internati, che deve il suo nome ad una misura intrapresa dal Comune subito dopo la fine della Seconda Guerra Mondiale nel 1945, quando tale lembo di territorio venne destinato al reinserimento lavorativo dei prigionieri di guerra e degli internati nei campi di concentramento. Attualmente, in seguito a modifiche orografiche, tale territorio non rappresenta più una isola.

## Storia
Dal 9 agosto 1919 sino alla morte qui visse e operò Antonio Ligabue, pittore e scultore italiano tra i più importanti artisti naif del XX secolo.

## Monumenti e luoghi d'interesse

### Architetture religiose
- Chiesa di Santa Maria della Neve, costruita su disegno dell'Argenta, ma totalmente distrutta da un'inondazione e ricostruita nel Settecento (all'interno una Crocifissione di Camillo Ricci).
- Chiesa di Santa Maria Annunziata, nella frazione Pieve Saliceto.
- Chiesa di Santa Vittoria Vergine e Martire, nella frazione di Santa Vittoria.

### Architetture civili
- Piazza Bentivoglio è stata realizzata dall'architetto ferrarese Giovan Battista Aleotti detto l'Argenta. All'Argenta si deve anche il progetto del massiccio Palazzo Bentivoglio, residenza dei marchesi Bentivoglio di Gualtieri che si affaccia sulla piazza di fronte alla Torre dell'Orologio. All'interno dell'unica ala del palazzo (che nella sua originale estensione formava un quadrilatero, andato perduto nel corso dei secoli per opere di saccheggio di laterizi con il fine del rafforzamento delle difese idrauliche del paese), rimasta fino ai giorni nostri è possibile ammirare gli affreschi seicenteschi del Badalocchio in particolare nella Sala dei Giganti, le ricche decorazioni, anch'esse seicentesche, della Cappella Bentivoglio;
- il Teatro settecentesco realizzato da Giovan Battista Fattori è stato riaperto e durante la stagione estiva ospita un cartellone di spettacoli teatrali e musicali. All’interno del Palazzo Bentivoglio, nella sala di Icaro, è possibile visitare la collezione di quadri appartenuta al sarto teatrale Umberto Tirelli, nativo di Gualtieri, da lui stesso donata al Comune di Gualtieri ed allestita nel 1992. La raccolta è costituita da una cinquantina di opere di artisti amici del sarto, scomparso nel 1990. Si tratta di nomi famosi tra i quali Balthus, Cagli, Casorati, Clerici, De Chirico, Guttuso, Maccari e Manzù. Nella stessa sala è possibile ammirare i costumi di Pier Luigi Pizzi per Enrico IV di Pirandello, indossato dall’attore Romolo Valli e quello di P. Tosi per il film Ludwig di Luchino Visconti indossato dall’attrice Romy Schneider, entrambi provenienti dalla donazione Tirelli Costumi situata a Palazzo Pitti a Firenze. Il palazzo ospita il "Museo Documentario e Centro Studi Antonio Ligabue", dedicato alle opere del celebre pittore del Novecento che nacque a Zurigo e visse proprio a Gualtieri.
- Villa Malaspina-Guarienti.[4]
- Ancora degni di nota Piazza Cavallotti, cuore della Gualtieri duecentesca su cui affaccia la monumentale chiesa di Sant'Andrea, e la cinquecentesca chiesa della Concezione in via Cesare Battisti (con pregevole soffitto di legno intagliato)
- A 6 km da Gualtieri in direzione di Reggio è il settecentesco Palazzo Greppi, restaurato.

## Società

### Evoluzione demografica
Abitanti censiti

### Etnie e minoranze straniere
Al 31 dicembre 2023 gli stranieri residenti nel comune sono 696, pari al 10,87% della popolazione.

## Cultura

### Musei
- Casa museo Antonio Ligabue

### Cinema e televisione

La stazione ferroviaria

Nella scena finale del film Don Camillo del 1952 è visibile la piccola stazione locale, quando il parroco saluta il sindaco Peppone prima di andare in ritiro spirituale.
Lo sceneggiato della RAI del 1977 Ligabue è ambientato a Gualtieri.

## Geografia antropica

### Frazioni
La popolosa frazione di Santa Vittoria si trova a 6 km dal paese, sulla strada provinciale 63 in direzione di Reggio Emilia, da cui dista 21 km. A Santa Vittoria si trova il già citato Palazzo Greppi, restaurato di recente e visitabile e la chiesa consacrata alla omonima santa di cui nel transetto sono contenute alcune ossa. A sud dell'abitato di Santa Vittoria è posto il confine comunale con Castelnovo di Sotto e Cadelbosco di Sopra, mentre ad est il comune confina con quelli di Novellara e Guastalla.
L'unica altra frazione è Pieve Saliceto, posta a circa 2 km dall'abitato di Gualtieri; si estende principalmente lungo via Pieve la quale collega Gualtieri con il contiguo centro abitato di Santa Croce di Boretto.

## Amministrazione
Dal 26 maggio 2014, il primo cittadino è Renzo Bergamini, della lista Comunità in Azione (PD e civici). Il consiglio comunale è formato da 13 consiglieri, di cui 9 di maggioranza e 4 di minoranza.
Il sindaco è stato riconfermato nel 2019 come secondo mandato.
Di seguito è presentata una tabella relativa alle amministrazioni che si sono succedute in questo comune.

### Sindaci eletti dal consiglio comunale
| Periodo          | Periodo         | Primo cittadino    | Partito                            | Carica  | Note  |
| ---------------- | --------------- | ------------------ | ---------------------------------- | ------- | ----- |
| 1951             | 1975            | Serafino Prati     | Partito Socialista Italiano        | Sindaco |       |
| 10 novembre 1988 | 8 febbraio 1989 | Angelo Salomoni    | Partito Socialista Italiano        | Sindaco | [ 7 ] |
| 8 febbraio 1989  | 7 marzo 1992    | Giuseppe Simonazzi | Partito Socialista Italiano        | Sindaco | [ 7 ] |
| 7 marzo 1992     | 24 aprile 1995  | Giuseppe Catellani | Partito Democratico della Sinistra | Sindaco | [ 7 ] |

### Sindaci eletti direttamente dai cittadini
| Periodo        | Periodo        | Primo cittadino      | Partito                                                  | Carica  | Note  |
| -------------- | -------------- | -------------------- | -------------------------------------------------------- | ------- | ----- |
| 24 aprile 1995 | 14 giugno 2004 | Iames Barbieri       | PDS-L'Ulivo                                              | Sindaco | [ 7 ] |
| 14 giugno 2004 | 26 maggio 2014 | Massimiliano Maestri | Democratici di Sinistra (dal 2007 PD)                    | Sindaco | [ 7 ] |
| 26 maggio 2014 | 9 giugno 2024  | Renzo Bergamini      | Comunità in azione, lista civica del Partito Democratico | Sindaco | [ 7 ] |
| 9 giugno 2024  | in carica      | Federico Carnevali   | Gualtieri comunità in azione (lista civica)              | Sindaco | [ 7 ] |